# Ла-Курнёв — 8 мая 1945 (станция метро)
Ла-Курнёв — 8 мая 1945 (фр. La Courneuve - 8 Mai 1945) — конечная станция линии 7 Парижского метрополитена, расположенная в коммуне Ла-Курнёв. Названа по коммуне и дате празднования Дня Победы во Второй Мировой войне, принятой в странах Евросоюза.
Станция была открыта 6 мая 1987 года при продлении линии 7 на один перегон от станции Фор-д’Обервилье. На открытии станции присутствовали министр транспорта Франции Жак Дуффиаг, а также Шарль Фитерман. В 2005 году станция подверглась реновации.
Пассажиропоток по станции по входу в 2011 году, по данным RATP, составил 5 707 118 человек. В 2013 году этот показатель снизился до 5 536 146 пассажиров (68-е место по уровню входного пассажиропотока в Парижском метро)

## Конструкция станции и путевое развитие
Станция состоит из трёх путей, между которыми располагаются две островные платформы. Крайние пути предназначены для движения в одном направлении (посадка или высадка), на среднем пути возможен оборот состава. За станцией располагается трёхпутный тупик, боковые пути которого предназначены для отстоя поездов, а средний — для оборота.

## Наземный транспорт
Возле станции расположена остановка ряда автобусов и трамвая № 1. Автобус № 152 курсирует в направлении Музея авиации и космонавтики в Ле-Бурже

## Галерея
- Кассовый зал
- Вид на станцию с мезонина
- Мемориал возле станции